# ژرار گوآتزینی
ژرار گوآتزینی (فرانسوی: Gérard Guazzini‎؛ زادهٔ ۱۱ سپتامبر ۱۹۶۶) دوچرخه‌سوار اهل فرانسه است.